# Retourtje Israël
Retourtje Israël was een televisieprogramma van de Evangelische Omroep. In dit programma werden verschillende christelijke feestdagen uitgelicht voor kinderen. Het programma wordt gepresenteerd door Klaas van Kruistum en Anne-Mar Zwart op verschillende locaties in Israël en de Westelijke Jordaanoever. Op vrijdag 18 april 2014 zond de EO de twee afleveringen over Pasen als één geheel uit.
Na het vertrek van Van Kruistum bij de EO worden er enkele nieuwe afleveringen gemaakt. Anne-Mar Zwart doet de presentatie deze keer met Koen Brouwer.

## Afleveringen en locaties
| Thema                    | Datum                 | Aantal kijkers | Marktaandeel | Bezochte locaties                     |
| ------------------------ | --------------------- | -------------- | ------------ | ------------------------------------- |
| Kerst                    | 24 december 2011      | 135.000        | 5,7%         | Nazareth, Bethlehem, Negevwoestijn    |
| Pasen                    | 6 april 2012 (deel 1) | 47.000         | 5,1%         | Meer van Galilea, Caesarea, Jeruzalem |
| Pasen                    | 7 april 2012 (deel 2) | 95.000         | 4,3%         | Jeruzalem                             |
| Hemelvaart en Pinksteren | 17 mei 2012           |                |              | Jeruzalem, Qumran, Jordaan, Dode Zee  |